# Luciana (cantante argentina)
Ana Matilde Alsina (Mendoza; 27 de octubre de 1942), más conocida como Luciana, es una cantante argentina que alcanzó gran difusión en las décadas de los de los 70 y de los 80, especialmente con el tema La avenida de los tilos, considerada por algunos críticos como una de las canciones más bellas de la música pop argentina.

## Biografía
Ana Alsina se inició cantando en coros en su Mendoza natal, llegando a integrar el Coro de la Filarmónica, dedicándose luego a cantar jazz, de manera amateur. En 1962 se dirigió a estudiar a Estados Unidos, becada por la Asociación Mendocina de Intercambio Cultural Argentino Norteamericano (AMICANA). 
Inició su carrera como cantante profesional en 1971, en Mar del Plata, como primera voz del Grupo San Francisco, localmente reconocido por sus excelentes imitaciones de Los Beatles. En ese momento adoptó el nombre artístico de Ana Hamilton. Luego cantó con el grupo pop Pintura Fresca. 
En la segunda mitad de los años 70 inició su carrera solista adoptando el nombre de Luciana. Su primer disco, Feliz Cumpleaños, alcanzó el primer lugar en ventas con 450 000 copias vendidas. Entre los temas cantados se destacan "La avenida de los tilos", "Tus amigos, tus canciones, tu guitarra", "A veces me parece", "Tómame o déjame", "En la soledad de mi departamento", entre otras.
En la década de 1990 abandonó su profesión de cantante, para dedicarse a su profesión de psicóloga, en el hospital psiquiátrico Carlos Pereyra de Mendoza.
Durante el año 2007 se dedicó a la grabación de su nuevo disco.
En el año 2008, la compañía Leader Music" edita el nuevo disco de la cantante titulado "El amor amor". Después de 18 años alejada de la música, retorna con este material.

## La Avenida de los Tilos
Luciana se destacó muy especialmente por la interpretación de la canción La avenida de los tilos, con letra de la poetisa bonaerense María Wérnicke y música del compositor y cantante marplatense Marco Montoya. El título refiere la Diagonal Pueyrredón de la ciudad de Mar del Plata, un corto paseo céntrico de cuatro cuadras y dos vías, separadas por canteros en los que se encuentran plantados los tilos que dan nombre a la canción.

## Discografía
- 1974: "Feliz cumpleaños" - EMI
- 1975: "Luciana" - EMI
- 1976: "Luciana 3" - EMI
- 1977: "Quiero tu vida" - EMI
- 1978: "Mis ganas de verte" - EMI
- 1980: "De Buenos Aires, morena" - EMI
- 1981: "Grandes Éxitos" - EMI
- 1982: "Nuevo día" - INTERDISC
- 1989: "Alguien como yo" - MELOPEA DISCOS
- 1996: "En la soledad de mi departamento" - EMI
- 1996: "16 Grandes Canciones" - EMI
- 2008: "El amor amor" - LEADER MUSIC S.A.

## Simples
- 1974: "Feliz cumpleaños / Quiero vivir contigo" (Simple) - EMI ODEON
- 1974: "Cuéntale / Otra edad" (Simple) - EMI ODEON
- 1975: "En la soledad de mi departamento / De Diecisiete" (Simple) - EMI ODEON
- 1975: "A veces me parece / Te di de mí" (Simple) - EMI ODEON
- 1975: "Tómame o déjame / Quiero mi divorcio" (Simple) - EMI ODEON
- 1976: "Mis amigos, mi guitarra y mis canciones / Llueve y te extraño" (Simple) - EMI ODEON
- 1976: "Me dijiste hace un año atrás / No creo más en ti" (Simple) - EMI ODEON
- 1976: "Cansada de esperar / Después me arrepentí" (Simple) - EMI ODEON
- 1977: "Quiero tu vida / Jamás imaginé querer como te quiero" (Simple) - EMI ODEON
- 1977: "Un loco intento de valor/ Cuando te necesito" (Simple) - EMI ODEON
- 1977: "El viejo varieté / Solo a veces" (Simple) - EMI ODEON
- 1978: "Mis ganas / Rompeme, matame" (Simple) - EMI ODEON
- 1978: "Yo con usted nada que ver / Que vas a llevarte" (Simple) - EMI ODEON
- 1979: "Si tú te vas ahora/ Como nunca he sido" (Simple) - EMI ODEON